# Кабу-Верди (Минас-Жерайс)
Кабу-Верди (порт. Cabo Verde) — муниципалитет в Бразилии, входит в штат Минас-Жерайс. Составная часть мезорегиона Юг и юго-запад штата Минас-Жерайс. Входит в экономико-статистический микрорегион Сан-Себастьян-ду-Параизу. Население составляет 14 839 человек на 2006 год. Занимает площадь 367,470 км². Плотность населения — 40,4 чел./км².

## История
Город основан 30 октября 1862 года. 

## Статистика
- Валовой внутренний продукт на 2003 год составляет 52 222 858,00 реалов (данные: Бразильский институт географии и статистики).
- Валовой внутренний продукт на душу населения на 2003 год составляет 3644,56 реалов (данные: Бразильский институт географии и статистики).
- Индекс развития человеческого потенциала на 2000 год составляет 0,749 (данные: Программа развития ООН).

## География
Климат местности: горный тропический.